# Jean-Jacques Peroni
 (septembre 2018).
Si vous disposez d'ouvrages ou d'articles de référence ou si vous connaissez des sites web de qualité traitant du thème abordé ici, merci de compléter l'article en donnant les références utiles à sa vérifiabilité et en les liant à la section « Notes et références ».
Jean-Jacques Peroni est un humoriste français.

## Biographie
Né le 21 février 1953, selon ses propos, ou le 21 février 1955, selon plusieurs bases de données, Jean-Jacques Peroni est le fils du journaliste sportif Victor Peroni, exerçant dans L'Équipe, France Football et Football Magazine. Il est marié et est père d'un fils appelé Jules. Il a suivi ses études au lycée Voltaire, à Paris.
Dans les années 1970, il est un auteur prolifique au café-théâtre. Il écrit alors des pièces qu'il joue lui-même et quelquefois avec son complice Jean-Paul Sèvres : Couple moi l'souffle, 1979 (Café d'Edgar, La Colombe) ; Les blaireaux sont fatigués, 1982 (Café d'Edgar) ; J'aurais pu être votre fils, 1982 (Café d'Edgar).
À partir de 1982, il participe à l'émission de télévision Le Théâtre de Bouvard. Il apparaît dans Tête à tête (1994). Avec Philippe Chevallier, Régis Laspalès et Jean-Pierre Jackson, il coécrit le scénario et les dialogues du film Ça n'empêche pas les sentiments sorti en 1998, film dans lequel il joue le rôle d'un barman.
En 1997 et après sa séparation artistique avec Virginie Lemoine, Laurent Gerra entre à Europe 1, où il retrouve Jean-Jacques Peroni avec qui il a déjà collaboré. Ils travaillent pour l'émission En route vers l'an débile. La radio comptabilisera près de 1 300 000 auditeurs supplémentaires avec cette formule. Ils s'associent pour monter le premier one-man-show de l'imitateur en 1999. Ils réitèrent l'expérience pour de nombreux spectacles de Gerra. Deux ans plus tard, ils se retrouvent sur RTL, pour la chronique Élections matinales. L'imitateur effectue, le 15 janvier 2007, son retour sur RTL avec son coauteur Peroni dans la chronique Le Grand Juron. Le 1er septembre 2008, ils créent sur l'antenne de RTL une nouvelle chronique quotidienne intitulée Un doigt dans l'actu, accompagnés de deux auteurs, Albert Algoud et Éric Laugérias. Il est auteur de trois CD commercialisés interprétés par Gerra : le single Ma cabane au fond du jardin et les compilations de RTL Élections matinales et Élections matinales volume 2. Précédemment, il est également auteur de sketchs parus sur le CD À Connard Land de Font et Val.
Il est principalement connu pour sa participation régulière à l'émission de radio Les Grosses Têtes entre mai 1998 et avril 2021 sur RTL. Il gagne quatre fois Le Grand Concours des Grosses Têtes (2004, 2005, 2006, 2008), une émission diffusée sur TF1 et présentée par Carole Rousseau.
Le 31 mars 2021, invité de Non Stop People, il critique vivement Les Grosses Têtes et Laurent Ruquier en déclarant : « Je n’ai plus personne avec qui boire un verre après l’émission. Ce sont les gens qui ne m’intéressent pas. Comme on est sous la botte à la kommandantur bien-pensante, je m’emmerde. J’en ai marre de cette époque. Ce sont les gens, l'époque, leur façon de penser […] Je dis qu'on ne peut pas faire rire avec des bonnes pensées », ajoutant « Je n'en parle pas avec mes collègues des Grosses Têtes. J'arrive, je mets les pieds sous la table, je fais le con et je me tire tout de suite après. On est censuré par la bien-pensance. Je raconte une blague. Et quand Ruquier me dit « celle-là, on va la couper ». Comme je dis, on n'est pas à France Inter ! J'en ai marre de la censure ! Les autres de l'émission disent « ah oui, il faut le couper ». ». Il conclut ses propos par un doigt d'honneur. Le lendemain, Jean-Jacques Peroni confirme son départ de RTL à Puremédias, déclarant « Je m'en fous d'avoir été viré. Complètement. Je n'ai aucun regret concernant mes propos », ajoutant qu'il n'est pas salarié de la station, mais payé au cachet : « Je suis un acteur. On me paye, je viens. On ne me paye pas, je ne viens pas ». Invitée à réagir, la direction de RTL précise que l'humoriste n'est pas à proprement parler « viré », puisqu'il n'a jamais été salarié de la station.

## Engagement politique
Jean-Jacques Peroni fut l'un des soutiens officiels de La Manif pour tous (2012-2013), qui milite contre la « loi Taubira » d'ouverture du mariage et de l'adoption aux couples de personnes de même sexe,.